# Simone Olivero
Pour les articles homonymes, voir Olivero.
Simone Olivero, né le 29 avril 2001 à Savillan, est un coureur cycliste italien.

## Biographie
Simone Olivero est originaire de Savillan, une commune située dans la région du Piémont. Il est formé au Sport Club Vigor à Piasco. 
En 2017, il s'impose à deux reprises dans la catégorie des étudiants (moins de 17 ans). Il rejoint ensuite l'équipe continentale italienne Corratec en 2022. Durant cette saison, il participe pour la première fois à des compétitions inscrites au calendrier de l'UCI.
En 2023, il est conservé par sa formation Corratec, qui devient une équipe continentale professionnelle. Principalement équipier, il reste dans l'effectif en 2024. 

## Palmarès
- 2017
  - Trofeo Paco Alonso
  - Memorial F. Orlandi